# Stazione di Nishi-Gifu
La stazione di Nishi-Gifu (西岐阜駅?, Nishi-Gifu-eki) è una stazione ferroviaria situata nella città di Gifu, nella omonima in Giappone. La stazione è gestita dalla JR Central e serve la linea principale Tōkaidō.

## Linee
JR Central
■ Linea principale Tōkaidō

## Struttura
La stazione è costituita da due marciapiedi laterali con 2 binari in superficie.
| 1 | ■ Linea principale Tōkaidō | per Ōgaki e Maibara          |
| 2 | ■ Linea principale Tōkaidō | per Gifu, Nagoya e Toyohashi |

## Stazioni adiacenti
| ≪                        | Servizio                                                    | ≫                        |
| Linea principale Tōkaidō | Linea principale Tōkaidō                                    | Linea principale Tōkaidō |
| ------------------------ | ----------------------------------------------------------- | ------------------------ |
| Gifu                     | Locale Rapido Sezionale Rapido Nuovo Rapido Rapido Speciale | Hozumi                   |
| L'Homeliner non ferma    |                                                             |                          |